# Rogoźno (rejon brzeski)
Rogoźno (biał. Рагозна; ros. Рогозно) – wieś na Białorusi, w obwodzie brzeskim, w rejonie brzeskim, w sielsowiecie Znamienka.
W dwudziestoleciu międzywojennym leżało w Polsce, w województwie poleskim, w powiecie brzeskim, w gminie Miedna. Po II wojnie światowej w granicach Związku Sowieckiego. Od 1991 w niepodległej Białorusi.